# Aleksandr Prokopenko
Aleksandr Timofeïevitch Prokopenko (en russe : Александр Тимофеевич Прокопенко), né le 16 novembre 1953 à Bobrouïsk et mort le 29 mars 1989 à Minsk est un footballeur soviétique.

## Biographie
Victime d'une difficulté d'élocution pour laquelle il a toujours refusé de donner une interview, alcoolique invétéré qui le rendait populaire auprès des fans, il était un génie imparfait. Sa vision du jeu et sa technique au-dessus du lot lui permettaient de dominer ses adversaires, et malgré ses états d'ivresse récurrents, il se donnait corps et âme sur un terrain. Après sa carrière, il sombra encore un peu plus dans l'alcool et mourut d'étouffement dans un restaurant.

## Statistiques
| Saison                | Club                  | Championnat           | Championnat | Championnat | Coupe(s) nationale(s) | Coupe(s) nationale(s) | Total | Total |
| Saison                | Club                  | Division              | M.          | B.          | M.                    | B.                    | M.    | B.    |
| 1973                  | Dinamo Minsk          | D1                    | 14          | 1           | 2                     | 0                     | 16    | 1     |
| 1974                  | Dinamo Minsk          | D2                    | 35          | 9           | 2                     | 0                     | 37    | 9     |
| 1975                  | Dinamo Minsk          | D2                    | 39          | 10          | 1                     | 0                     | 40    | 10    |
| 1976                  | Dinamo Minsk          | D1                    | 28          | 7           | -                     | -                     | 28    | 7     |
| 1977                  | Dinamo Minsk          | D2                    | 35          | 11          | 2                     | 1                     | 37    | 12    |
| 1978                  | Dinamo Minsk          | D2                    | 38          | 16          | -                     | -                     | 38    | 16    |
| 1979                  | Dinamo Minsk          | D1                    | 29          | 14          | 5                     | 2                     | 34    | 16    |
| 1980                  | Dinamo Minsk          | D1                    | 16          | 7           | 5                     | 1                     | 21    | 8     |
| 1981                  | Dinamo Minsk          | D1                    | 33          | 9           | 1                     | 0                     | 34    | 9     |
| 1982                  | Dinamo Minsk          | D1                    | 31          | 11          | 7                     | 8                     | 38    | 19    |
| 1983                  | Dinamo Minsk          | D1                    | 12          | 2           | 1                     | 0                     | 13    | 2     |
| Sous-total            | Sous-total            | Sous-total            | 310         | 97          | 26                    | 12                    | 336   | 109   |
| 1986                  | Dniepr Moguilev       | D2                    | 15          | 2           | -                     | -                     | 15    | 2     |
| 1987                  | Neftchi Bakou         | D1                    | 5           | 1           | 2                     | 0                     | 7     | 1     |
| Sous-total            | Sous-total            | Sous-total            | 20          | 3           | 2                     | 0                     | 22    | 3     |
| Total sur la carrière | Total sur la carrière | Total sur la carrière | 330         | 100         | 28                    | 12                    | 358   | 112   |

## Palmarès
- Médaillé de bronze aux Jo de Moscou en 1980 (aucun match disputé)
- Champion d'URSS de football en 1982 avec le Dynamo Minsk
- 1 sélection en équipe d'URSS en 1980 (match amical contre le Danemark)